# ちょい釣りダンディ
『ちょい釣りダンディ』（ちょいつりダンディ）は、阿鬼乱太による日本の漫画。『ヤングチャンピオン』、『別冊ヤングチャンピオン』、『ヤングチャンピオン烈』（秋田書店）にて、シリーズ連載中。
2022年7月期にテレビドラマ化された。

## 登場人物
ダンディ / 壇鉄馬（だん てつま）
本作の主人公。天王寺建設設計事務所の課長。中年紳士。周囲からも呆れられるほどの釣り好きで、「ダンディ」と呼ばれている。
天王寺澪（てんのうじ みお）
天王寺建設設計事務所の社長。若い女性。仕事ぶりが優秀なためダンディの釣り癖には目こぼしをしている。
女将
ダンディが常連の小料理屋「夕まづめ」の若女将。コスプレが趣味。

## 書誌情報
- 阿鬼乱太 『ちょい釣りダンディ』秋田書店〈ヤングチャンピオン・コミックス〉、既刊4巻（2024年7月19日現在）
  1. 2019年4月19日発売[2]、ISBN 978-4-253-14556-5
  2. 2021年2月19日発売[3]、ISBN 978-4-253-14553-4
  3. 2022年6月20日発売[4]、ISBN 978-4-253-14588-6
  4. 2024年7月19日発売[5]、ISBN 978-4-253-14591-6

## テレビドラマ
BSテレ東で、2022年7月5日から9月20日まで放送された。主演は連続ドラマ初主演となる臼田あさ美。原作ではダンディは男性だが、女性に設定が変更されている。動画配信サービス、ひかりTV&ひかりTV「釣り楽ライフ」にて1週間先行配信された。

### 登場人物（テレビドラマ）

#### 主要人物
檀凪子（だん なぎこ）〈32〉
演 - 臼田あさ美（幼少期：髙木映里奈）
主人公。天王寺設計事務所の営業。周囲から呆れられる程の釣り好き。通称：ダンディ。
就活中に天王寺設計事務所の短期バイトに応募し、入社試験に合格、現在に至る。
天王寺誠（てんおうじ まこと）
演 - 上地雄輔
天王寺設計事務所の社長。凪子に対してほのかな恋心を抱く。
七瀬いつき（ななせ いつき）
演 - 太田莉菜
凪子と仲の良い小料理屋「夕まづめ」の若女将。凪子の幼馴染。
コスプレが趣味でレイヤー名・レムリアを名乗る。

#### 周辺人物
富澤竜二
演 - 川瀬陽太
「夕まづめ」の常連客。釣り人。
悠司（ゆうじ）
演 - 松岡広大（第9話 - 最終話）
人気YouTuber。凪子の釣りの弟子。キャンプ動画の配信が伸び悩み、釣り動画「ゆうじのちょい釣りチャンネル」に活路を見出す。

#### 天王寺建設設計事務所
久保田孝太郎
演 - 工藤孝生（第1話・第9話）
男性スタッフ。建築士。
女性スタッフ
演 - 松山テサ（第1話・第9話）
女性スタッフ。

#### ゲスト

##### 第1話
クライアント
演 - 富岡晃一郎
天王寺建設設計事務所のクライアント。凪子と設計現場で打ち合わせを行う。
遥
演 - 長澤樹（最終話）
高校生。陸の彼女。チヌを釣る餌に凪子にグミを提供する。釣りTuberの悠司のファンになっている。
陸
演 - 林裕太（第11話・最終話）
高校生。遥の彼氏。釣り人。凪子がチヌを釣り上げるのをアシストする。後日、小田原漁港での釣りで凪子と再会する。

##### 第2話
谷口守
演 - 石倉来輝
同人誌即売イベントでコスプレイヤーを撮影するカメラマン。コスプレしたいつきを無断で撮影しようとする。

##### 第3話
タクミ
演 - 齋藤絢永（最終話）
小学生。
タクミの父親
演 - 西尾友樹

##### 第4話
ゴイサギ長作
演 - 猪股俊明（最終話）
謎の老人。凪子にタナゴ専用の釣り鈎を差し出す。その正体は伝説の研ぎ師。
「ゴイサギ長作」の異名はうずくまるような姿勢で釣りをする様子がゴイサギに似ているからと言われている。
常連の釣り客
演 - 福本伸一

##### 第6話
いつきの祖父
演 - 市川しんぺー
楽団員A、楽団員B、楽団員C、楽団員D
演 - 市川しんぺー、千代田信一、三津谷亮、藤田記子
いつきが中学時代に目撃したサカナ演奏楽団の楽団員たち。
釣り人A、釣り人B
演 - 市川しんぺー、三津谷亮
旅館の主人
演 - 千代田信一

##### 第7話
釣具店の店員
演 - 今村裕次郎
悠司から釣り具選びを頼まれるが、来店した凪子に釣り具選びを任せて丸投げする。
釣り客の親子
演 - 山田百次、森優理斗
釣果がゼロのため子供が帰宅を拒むが、悠司が釣り上げたアジをプレゼントしたことから帰宅する。

##### 第8話
富澤ゆうこ
演 - 宮本真希
富澤の妻。結婚記念日を「夕まづめ」で富澤が釣ったヒラメと、凪子が釣ったマゴチを使った料理で祝う。
富澤には「夕まづめ」の女将いつきに相談して、彼が欲しがっていたリールをプレゼントする。

##### 第11話
釣りをしている男
演 - 田島亮
小田原漁港に釣りに来た凪子といつきと出会い、電動リールを褒められる。

##### 最終話
水野翔太
演 - 宮崎秋人
就活に悩む青年。出会った凪子から「ちょい釣り」に誘われる。
凪子が就活に悩んでいた頃の経験談を教えられ、釣りで静かに待つ気持ちで面接に挑むことを勧められる。
カメラマン志望の夢があったことから、別れ際の凪子の写真を撮影し、コンテストに応募する。
凪子の父親
演 - 古屋隆太
釣り人。幼い凪子に「釣りの基本は静かに待つ」「優しくなければ釣り人じゃない」と教える。
ダンディ
演 - 寺脇康文
11年前、就活中の凪子に「ちょい釣り」の醍醐味を教えた男性。チャンスはいつも目の前にあるが、それに気づくのが大切と教える。
「夕まづめ」に来店し、凪子と11年ぶりに再会する。

### スタッフ
- 原作 - 阿鬼乱太『ちょい釣りダンディ』〈秋田書店 ヤングチャンピオン・コミックス〉
- 脚本 - 山咲藍、大谷洋介、澤田育子
- 監督 - 平体雄二、伊野部陽平、澤田育子
- 音楽 - 石塚徹、田井千里、山根美和子、山口雄太
- オープニングテーマ - C SQUARED「Sexier」(Virgin Music Label and Artist Services）[11]
- エンディングテーマ - B.O.L.T「雨のち晴れ」(EVIL LINE RECORDS）[11]
- 音楽プロデューサー - 田井モトヨシ
- 協力 - つり人社、活魚センター
- プロデューサー - 瀧川治水（BSテレ東）、平体雄二（スタジオブルー）、宮田幸太郎（スタジオブルー）、谷村龍（スタジオブルー）
- コンテンツプロデューサー - 清水俊雄（BSテレ東）、川島啓資（BSテレ東）、伊知地麻美（BSテレ東）
- 制作協力 - スタジオブルー
- 製作 - BSテレビ東京、「ちょい釣りダンディ」製作委員会2022

### 放送日程
| 話数   | 放送日  | サブタイトル                                 | 釣り場               | ターゲット    | 脚本     | 演出       |
| ------ | ------- | -------------------------------------------- | -------------------- | ------------- | -------- | ---------- |
| 第1話  | 7月05日 | 檀凪子、会社帰りにチヌを釣る!                | 船橋港親水公園       | チヌ          | 山咲藍   | 平体雄二   |
| 第2話  | 7月12日 | 檀凪子、謎のコスプレ女子とシロギスを釣る!    | 有明 水の広場公園    | シロギス      | 山咲藍   | 平体雄二   |
| 第3話  | 7月19日 | 檀凪子、多摩川でテナガエビ釣りに挑戦!        | 多摩川 川崎河港水門  | テナガエビ    | 山咲藍   | 平体雄二   |
| 第4話  | 7月26日 | 檀凪子、天王寺社長とタナゴ釣り競争!          | 大宮第二公園の池     | タナゴ        | 山咲藍   | 平体雄二   |
| 第5話  | 8月02日 | 三角関係の火花散るルアー釣り大競争!          | 都内の釣り堀         | ニジマス      | 大谷洋介 | 伊野部陽平 |
| 第6話  | 8月09日 | 真夏の怪異体験トーク大会!!                   | -                    | -             | 澤田育子 | 澤田育子   |
| 第7話  | 8月16日 | 師匠 壇凪子、イケメンの弟子に海釣りを教える! | 東扇島西公園         | アジ          | 大谷洋介 | 伊野部陽平 |
| 第8話  | 8月23日 | 浜釣りで泳がせ釣りに挑戦! ヒラメが釣れる!?   | 平塚海岸             | ヒラメ マゴチ | 山咲藍   | 伊野部陽平 |
| 第9話  | 8月30日 | メガネの壇凪子、ゆ～じと鯉のパンプカ釣り!    | フィッシュランド丸宮 | 鯉            | 山咲藍   | 平体雄二   |
| 第10話 | 9月06日 | 恋のライバル3人、湘南の熱帯魚釣りで白熱!     | 湘南の釣り堀         | 熱帯魚        | 大谷洋介 | 伊野部陽平 |
| 第11話 | 9月13日 | 小田原漁港で凪子といつき、外道ベラを釣る!    | 小田原漁港           | ベラ          | 山咲藍   | 平体雄二   |
| 最終話 | 9月20日 | 壇凪子に釣りを教えた、男のダンディ登場!      | 芝浦南ふ頭公園       | アジ          | 山咲藍   | 平体雄二   |

| BSテレ東 火曜0:00 - 0:30（月曜深夜）枠 | BSテレ東 火曜0:00 - 0:30（月曜深夜）枠                                 | BSテレ東 火曜0:00 - 0:30（月曜深夜）枠                             |
| 前番組                                 | 番組名                                                                 | 次番組                                                             |
| -------------------------------------- | ---------------------------------------------------------------------- | ------------------------------------------------------------------ |
| ハルとアオのお弁当箱（再放送）         | ちょい釣りダンディ （2022年7月5日 - 9月20日） 【ここまで連続ドラマ枠】 | BLEACH 千年血戦篇 （2022年10月11日 - ） 【ここからテレビアニメ枠】 |